# Coanòcit

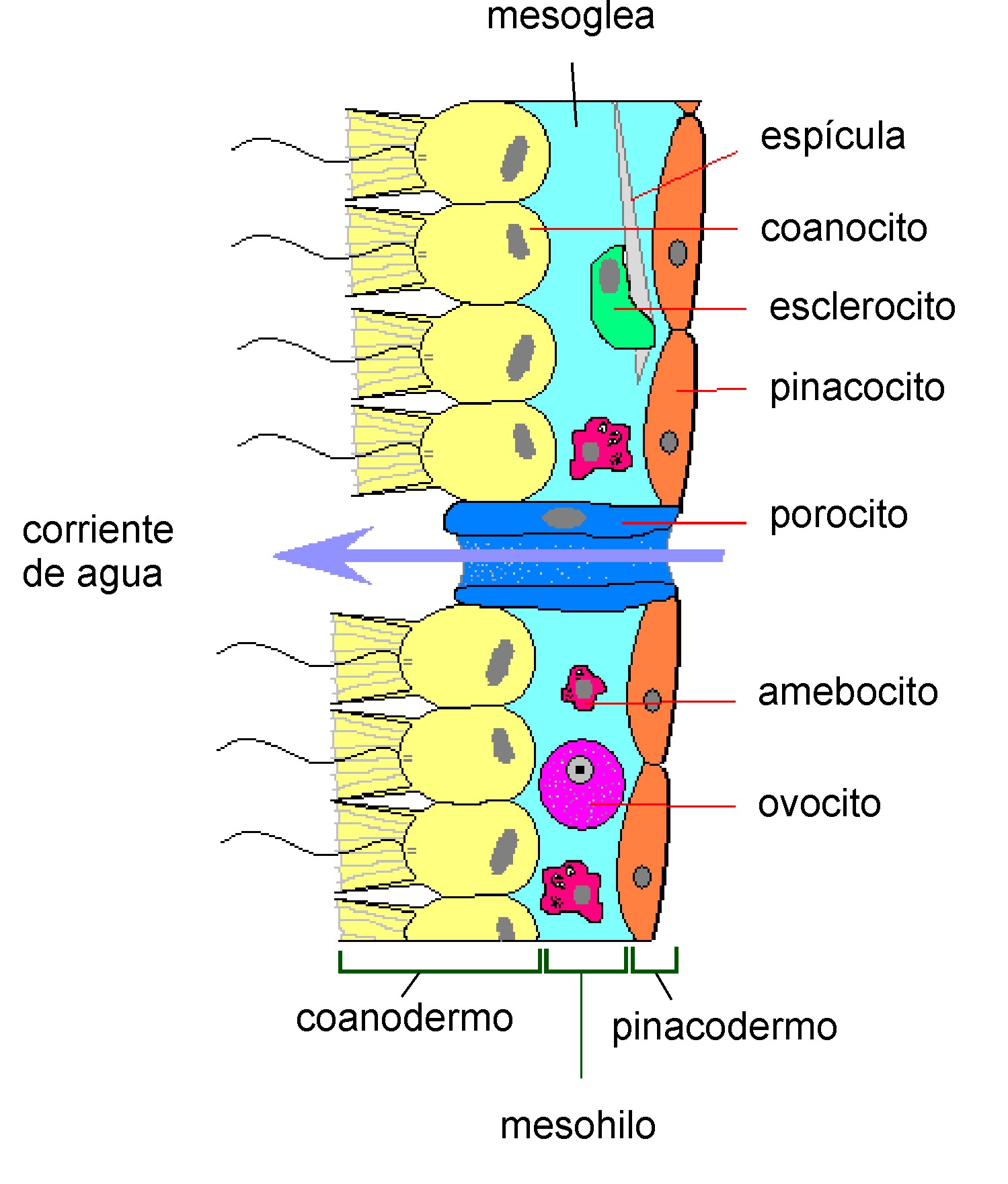
Tipus de cèl·lules d'una esponja asconoide; en color groc figuren els coanòcits.

Els coanòcits (també coneguts com a "cèl·lules del collar") són les cèl·lules que es troben a l'interior dels cossos, del tipus asconoide, siconoide i leuconoide, de les esponges marines que contenen un flagel central envoltat per un collar de microvil·li el qual està connectat per una tènue membrana. Es tracta del membre més estretament emparentat als ancestres anomenats coanoflagel·lats. Els flagels bateguen regularment creant un flux d'aigua a través dels microvil·lis els quals poden filtrar des de l'aigua els nutrients i altres aliments que captura amb el collar de l'esponja. Aleshores la cèl·lula fagocita les partícules.

## Altres funcions
Els coanòcits també es poden convertir en espermatòcits quan aquesta conversió és necessària per a la reproducció sexual, degut a la manca d'òrgans reproductius en les esponges (els amebòcits passen a ser oòcits).

## Significació evolutiva
Els coanòcits tenen una forta resemblança amb els coanoflagel·lats, i mostren passos clau en l'evolució dels animals. Nicole King va ajudar a establir aquesta diferència. La seqüenciació d'ADN indica que els coanoflagel·lats pluricel·lulars i els porifers són grups germans, els dos descendeixen del mateix clade eucariota. Els moderns coanoflagel·lats viuen en petites colònies que il·lustren, per analogia, l'evolució de les esponges. Els animals més complexos, com specialment els cnidaris, posseeixen cèl·lules amb estructures cllarament derivades dels coanòcits, demostrant els seus lligams històrics amb l'embrancament Porifera.